# Pražský kodex
Pražský kodex XI E 9 (latinsky Codex Praga XI E 9, německy Prager Kodex XI E 9) je iluminovaný rukopis pocházející z konce 14. a počátku 15. století (přibližně z let 1390-1450). Obsahuje skladby psané francouzskou hudební notací. 
Rukopis je uložen v knihovně Filozofické fakulty Univerzity Karlovy v Praze pod signaturou XI E 9.